# Jayson Rampersad
Jayson Rampersad (Mississauga, 31 de julio de 2003) es un deportista canadiense que compite en gimnasia artística. En los Juegos Panamericanos de 2023 obtuvo dos medallas de plata, en las pruebas de caballo con arcos y por equipo.

## Palmarés internacional
| Juegos Panamericanos | Juegos Panamericanos | Juegos Panamericanos | Juegos Panamericanos |
| Año                  | Lugar                | Medalla              | Prueba               |
| -------------------- | -------------------- | -------------------- | -------------------- |
| 2023                 | Santiago (Chile)     | Medalla de plata     | Caballo con arcos    |
| 2023                 | Santiago (Chile)     | Medalla de plata     | Concurso por equipos |